# Линьцзи Исюань
Линьцзи Исюань (кит. трад. 臨済義玄, упр. 临济义玄, пиньинь Línjì Yìxuán; 810/815 — 866/867) (в японской традиции Риндзай Гигэн) — китайский наставник чань-буддизма, основоположник школы Линьцзи. Японская дзэн-буддийская школа Риндзай также названа в его честь.

## Биография
Родился в области Цаочжоу (сейчас это место находится на территории уезда Дунмин городского округа Хэцзэ провинции Шаньдун). Мирская фамилия — Син (邢). В юном возрасте покинул дом, чтобы изучать буддизм и принял постриг под именем Исюань. Обучался у наставника Хуанбо Сиюня. Согласно тексту «Записи бесед Мудростью освещающего наставника чань Линьцзи из области Чжэнь» (более известного как «Записи Линьцзи»), после трёх лет обучения Хуанбо отправляет его к Даюю. В ходе диалога Линьцзи обретает Просветление, после чего возвращается и некоторое время остаётся при Хуанбо.
В 851 году обосновался в области Чжэньчжоу в небольшом монастыре Линьцзиюань, в честь которого и получает своё второе имя, впоследствии ставшее так же названием школы.
Незадолго до смерти Линьцзи отправился на юг в префектуру Хэ[неизвестный термин]. Пробыв там некоторое время, вернулся на север и обосновался в монастыре Синхуасы в округе Дамин, где и умер по одной версии 27 мая 866, по другой — 18 февраля 867 года. Смерть его описывается в «Записях Линьцзи» следующим образом:

Не будучи больным, Наставник вдруг в какой-то день привёл в порядок свою одежду, сел выпрямившись и, закончив диалог с Сань-шэном, тихо скончался.

Официально принято считать, что тело Линьцзи захоронено в небольшой пагоде, носящей название Чистая душа, специально построенной учениками. Посмертно императором ему был присвоен титул
Мудростью освещающий наставник чань.

## Переводы на русский язык
Текст сборника «Линьцзи лу» был переведён на русский Н. Абаевым в 1983 г., в сокращении опубликован в 1989 г. в приложении к его же книге "Чань-буддизм и культура психической деятельности в средневековом Китае (первое издание: 1983).
В 1999 году переведён И. С. Гуревич и опубликован в 2003 году.
Кроме того существуют анонимные самиздат-переводы, сделанные ещё в 1978—1983 гг.